# Бебейца (комуна)
Бебейца (рум. Băbăița) — комуна у повіті Телеорман в Румунії. До складу комуни входять такі села (дані про населення за 2002 рік):
- Бебейца (2204 особи) — адміністративний центр комуни
- Мерішань (1201 особа)

Комуна розташована на відстані 64 км на південний захід від Бухареста, 21 км на північ від Александрії, 126 км на схід від Крайови.

## Населення
За даними перепису населення 2002 року у комуні проживали 6437 осіб.
Національний склад населення комуни:
| Національність | Кількість осіб | Відсоток |
| -------------- | -------------- | -------- |
| румуни         | 6343           | 98,5%    |
| цигани         | 93             | 1,4%     |
| угорці         | 1              | < 0,1%   |

Рідною мовою назвали:
| Мова      | Кількість осіб | Відсоток |
| --------- | -------------- | -------- |
| румунська | 6402           | 99,5%    |
| циганська | 34             | 0,5%     |
| німецька  | 1              | < 0,1%   |

Склад населення комуни за віросповіданням:
| Релігія       | Кількість осіб | Відсоток |
| ------------- | -------------- | -------- |
| православні   | 6429           | 99,9%    |
| римо-католики | 5              | 0,1%     |
| адвентисти    | 3              | < 0,1%   |